# Hydnophora pilosa
Hydnophora pilosa is een rifkoralensoort uit de familie van de Merulinidae. De wetenschappelijke naam van de soort is voor het eerst geldig gepubliceerd in 1985 door Veron.